# Shelter
A Shelter amerikai hardcore punk/pop-punk/melodikus hardcore együttes, amelyet 1989-ben alapított Ray Cappo, a Youth of Today és a Better Than a Thousand énekese. A zenekar különlegesnek számít, ugyanis a szövegeik fő témája a Krisna vallás. Ezzel az együttes megteremtett egy új műfajt, a "krishnacore"-t. Sűrűek voltak a tagcserék, egyedül Ray Cappo az egyetlen folyamatos tag.
A "Here We Go Again" című daluk az MTV Top 20 Countdown listán az első helyet érte el Brazíliában.

## Diszkográfia

### Stúdióalbumok
- Perfection of Desire (1990)
- Quest for Certainty (1992)
- Attaining the Supreme (1993)
- Mantra (1995)
- Beyond Planet Earth (1997)
- When 20 Summers Pass (2000)
- The Purpose, The Passion (2001)
- Eternal (2006)

## Egyéb kiadványok

### Kislemezek
- No Compromise (1990)
- In Defense of Reality / The News (1991)
- Here We Go (1995)
- Message of the Bhagavat (1995)
- Whole Wide World (1997)
- Shelter / Boysetsfire - When 20 Summers Pass / Rookie (2000)
- The Power of Positive Thinking (2001)
- Brother Soul (kiadási év ismeretlen) [1]

### Válogatáslemezek
- Mantra + Beyond Planet Earth (2000)
- When 20 Summers Pass / The Purpose, The Passion (2001)

### Koncertvideók
- Sankirtana Yajna a Live Tour Video (VHS, 1993)
- Here We Go (VHS, promó, 1995)